# آتسوشی ایتو
آتسوشی ایتو (به ژاپنی: 伊藤 淳史 いとう あつし)؛ زادهٔ ۲۵ نوامبر ۱۹۸۳) هنرپیشه اهل ژاپن است. از فیلم‌هایی که وی در آن نقش داشته است، می‌توان به وقتی آخرین شمشیر کشیده می‌شود اشاره کرد.